# Coventry City Football Club 2019-2020
Questa voce raccoglie le informazioni riguardanti il Coventry City Football Club nelle competizioni ufficiali della stagione 2019-2020.

## Maglie e sponsor[1]
| Casa | Trasferta | Terza divisa |

Sponsor ufficiale: Allsopp & Allsopp
Fornitore tecnico: Hummel

## Rosa
Aggiornata al 3 agosto 2020
| N. |                        | Ruolo | Calciatore            |
| -- | ---------------------- | ----- | --------------------- |
| 1  | Slovacchia (bandiera)  | P     | Marko Marosi          |
| 3  | Inghilterra (bandiera) | D     | Brandon Mason         |
| 4  | Scozia (bandiera)      | D     | Michael Rose          |
| 5  | Inghilterra (bandiera) | D     | Kyle McFadzean        |
| 6  | Scozia (bandiera)      | C     | Liam Kelly (capitano) |
| 7  | Inghilterra (bandiera) | C     | Jodi Jones            |
| 8  | Inghilterra (bandiera) | C     | Jamie Allen           |
| 9  | Francia (bandiera)     | A     | Maxime Biamou         |
| 10 | Martinica (bandiera)   | A     | Wesley Jobello        |
| 11 | Angola (bandiera)      | A     | Jordy Hiwula          |
| 12 | Inghilterra (bandiera) | D     | Junior Brown          |
| 13 | Inghilterra (bandiera) | P     | Ben Wilson            |
| 15 | Scozia (bandiera)      | D     | Dominic Hyam          |
| 16 | Inghilterra (bandiera) | D     | Josh Pask             |

| N. |                         | Ruolo | Calciatore        |
| -- | ----------------------- | ----- | ----------------- |
| 19 | Inghilterra (bandiera)  | A     | Jordan Ponticelli |
| 20 | Inghilterra (bandiera)  | C     | Liam Walsh        |
| 21 | Sierra Leone (bandiera) | A     | Amadou Bakayoko   |
| 23 | Inghilterra (bandiera)  | D     | Fankaty Dabo      |
| 24 | Inghilterra (bandiera)  | A     | Matt Godden       |
| 25 | Inghilterra (bandiera)  | C     | Zain Westbrooke   |
| 26 | Irlanda (bandiera)      | C     | Jordan Shipley    |
| 27 | Scozia (bandiera)       | C     | Jordon Thompson   |
| 28 | Inghilterra (bandiera)  | C     | Callum Maycock    |
| 33 | Curaçao (bandiera)      | C     | Gervane Kastaneer |
| 35 | Inghilterra (bandiera)  | D     | Declan Drysdale   |
| 37 | Inghilterra (bandiera)  | D     | Morgan Williams   |
| 38 | Inghilterra (bandiera)  | C     | Declan Drysdale   |
| 45 | Scozia (bandiera)       | C     | Jack Burroughs    |